# Dedric Ward
(en) Statistiques sur pro-football-reference
Dedric Lamar Ward, né le 29 septembre 1974 à Cedar Rapids, est un joueur et entraîneur américain de football américain.

## Biographie

### Enfance
Ward étudie à la George Washington High School de Cedar Rapids avant de rejoindre l'université du Nord de l'Iowa.

### Carrière

#### Université
Il évolue avec l'équipe de football américain des Panthers de 1993 à 1996. Durant ses quatre années à la faculté, il domine le classement des receveurs pour la Gateway Conference, finissant trois saisons à plus de mille yards et réalisant 208 réceptions pour 4 539 yards et cinquante touchdowns. Ward reçoit, à deux reprises, le titre d'All-American et termine deuxième au classement de la NCAA sur les yards à la réception au moment de son départ, derrière Jerry Rice. Il est introduit au temple de la renommée de l'université en 2010. 

#### Professionnel
Dedric Ward est sélectionné au troisième tour de la draft 1997 de la NFL par les Jets de New York au 88e choix. Après deux premières années où Ward se contente d'un poste de remplaçant, il reçoit le titre de titulaire, culminant à la saison 2001 où il réalise 42 réceptions pour 629 yards et deux touchdowns, soit sa meilleure saison, dans un système le faisant travailler avec Wayne Chrebet notamment. En fin de contrat, les négociations ne se font pas pour une prolongation et Ward signe avec les Dolphins de Miami pour une durée de deux saisons et deux millions de dollars dont 550 000 à la signature.
Son parcours avec Miami commence mal avec une fracture au pied lors du mois d'août 2001, l'éloignant des terrains pour le début du championnat 2001. À son retour, il est derrière Oronde Gadsden sur l'un des postes en attaque et passe deux saisons dans la rotation ou sur le rôle de punt returner. Après un échec pour intégrer l'effectif des Patriots de la Nouvelle-Angleterre, Ward signe avec les Ravens de Baltimore où il joue trois matchs avant de revenir chez les Patriots pour être receveur remplaçant dans l'attaque de Bill Belichick.
Après un passage chez les Cowboys de Dallas comme punt returner, il met un terme à sa carrière à l'issue de la saison 2004. 